# Wrekenton
Wrekenton – wieś w Anglii, w hrabstwie ceremonialnym Tyne and Wear, w dystrykcie metropolitalnym Gateshead. Leży 6 km na południowy wschód od centrum Newcastle i 392 km na północ od Londynu.